# Le Printemps de la Vieille Bourse
Le Printemps de la Vieille Bourse (en abrégé : PVB) est un festival de jazz et de musiques actuelles organisé de 1995 à 2009 à Lille par un groupe d'étudiants de la formation Marketing, Communication, Culture (MCC) de l'Institut d'administration des entreprises de Lille en France.

## Présentation du festival
Depuis sa création, l'association « Le Printemps de la Vieille Bourse » organisait chaque année ce festival gratuit. Il se donnait pour objectif de faire découvrir, le temps d'un week-end, la scène nordiste en émergence. L'objectif de cet événement, attirant chaque année environ 30 000 personnes, était de lancer de jeunes talents locaux tout en participant au rayonnement culturel de la ville de Lille.